# ان رابینسون
ان رابینسون (انگلیسی: Ann Robinson؛ زادهٔ ۲۵ مهٔ ۱۹۲۹) یک هنرپیشه اهل ایالات متحده آمریکا است. وی بین سال‌های ۱۹۴۹ تا ۲۰۰۵ میلادی فعالیت می‌کرد.

## بخشی از فیلمشناسی
از فیلم‌ها یا برنامه‌های تلویزیونی که وی در آن نقش داشته‌است می‌توان به آثار زیر اشاره کرد.
- جنگ دنیاها (۲۰۰۵)
- تقلید زندگی (فیلم ۱۹۵۹) (۱۹۵۹)
- فیوری